# Chris Weitz
Christopher John Chris Weitz (Nueva York; 30 de noviembre de 1969) es un productor, guionista, director y actor estadounidense. Es principalmente conocido por dirigir junto a su hermano Paul Weitz las películas American Pie y About a Boy, así como por dirigir la adaptación cinematográfica de la novela La brújula dorada y la adaptación cinematográfica de New Moon, de la serie de libros Crepúsculo. Su película más reciente es A Better Life. Además nieto de la actriz de cine sonoro mexicano y de Hollywood Lupita Tovar

## Vida personal
Weitz es hijo de la actriz Susan Kohner y del novelista y diseñador de moda John Weitz. Su hermano es Paul Weitz. Es nieto del productor Paul Kohner y la actriz mexicana Lupita Tovar, de su lado materno. Su abuela, Lupita, protagonizó  Santa, primera película sonora de México, en 1932.
Fue educado en la escuela de San Pablo en Londres y se graduó con un grado Inglés por el Trinity College, en Cambridge. Está casado con Mercedes Martínez, quien es cubana/mexicana, con la cual tiene un hijo, Sebastián.

## Carrera
Weitz comenzó su carrera cinematográfica como coguionista de la película animada Antz (1998). A esto lo siguió el trabajo en varias comedias, como Off Centre y la reposición de 1998 de La isla de la fantasía. En 1999, él y Paul dirigieron y produjeron American Pie, la cual se convirtió en un éxito de taquilla. Chris regresó como productor ejecutivo de dos secuelas de teatro de la película. En 2001 dirigió su segunda película, la comedia de Chris Rock Down to Earth. Al año siguiente los hermanos coescribieron y dirigieron About a Boy, que les valió una nominación al Óscar al Mejor Guion Adaptado.

### La brújula dorada
En 2003, Weitz fue contratado para dirigir la adaptación de New Line Cinema de la obra por primera vez en su serie de Philip Pullman La materia oscura, La brújula dorada, después de acercarse al estudio con una oferta no solicitada de cuarenta páginas del tratamiento. Fue invitado posteriormente por el director Peter Jackson a visitar el set de King Kong, con el fin de obtener una perspectiva de dirigir una película de gran presupuesto y asesoramiento sobre cómo hacer frente a New Line. En 2005, Weitz anunció su salida de la película, citando los enormes desafíos técnicos implicados y el temor de ser denunciados por los fanes del libro y detractores. Fue reemplazado posteriormente por el director británico Anand Tucker. Irónicamente, Tucker abandonó el proyecto en 2006 por diferencias creativas con New Line, y Weitz regresó a la silla del director después de recibir una carta de Pullman para pedirle que reconsidere. La película fue estrenada en 2007 y fue recibida con críticas mixtas. Sus ingresos brutos de Estados Unidos han sido descritos como decepcionantes en relación con los 180 millones de dólares que tuvo la película de presupuesto, a pesar de que era un «artista intérprete o ejecutante estelar» fuera de los EE. UU. con una oficina de "impresionante" caja probable que alcanzó los 250 millones de dólares. Cuando se le preguntó acerca una posible secuela, el estudio New Line codirector Michael Lynne dijo:

El jurado todavía está muy fuera de la película...

A pesar del segundo y tercer guion, la recesión económica y las protestas de los religiosos de los grupos, parece que la producción posterior de la serie se encuentra en un punto muerto. Su taquilla en todo el mundo se sitúa en 372 234 864 dólares.

### The Twilight Saga: New Moon
El 13 de diciembre de 2008, fue confirmado como director de la secuela de Crepúsculo la adaptación cinematográfica de Luna nueva la segunda entrega de la saga de Stephenie Meyer. Fue lanzada el 20 de noviembre de 2009, un año después de que la primera película fue estrenada. Luna Nueva fue récord en la apertura más grande de la medianoche en la historia interna de taquilla, recaudando un estimado de 26,3 millones de dólares en 3514 salas de cine. El récord estaba en manos de Harry Potter y el misterio del príncipe, que recaudó 22,2 millones en el país durante su estreno la medianoche. La película recaudó 72,7 millones de dólares en su primer día en el país, convirtiéndose en el más grande de un solo día de la inauguración en la historia nacional, superando la cifra 67,2 millones de dólares de The Dark Knight. Esta apertura ha contribuido fuertemente a otro récord:. La primera vez que las diez mejores películas en la taquilla nacional tuvo un ingreso bruto combinado de más de 100 millones de dólares en un solo día.
El primer fin de semana de Luna Nueva fue la tercera más alta en la historia de EE. UU. nacional con $ 142 839 137 dólares; y el fin de semana la sexta mayor apertura en todo el mundo con 274,9 millones de dólares en total. Con un presupuesto estimado de poco menos de 50 millones, Luna Nueva es la película por lo menos costosa para abrir cada vez a más de 200 millones de dólares en todo el mundo. Durante el fin de semana de Acción de Gracias, la película recaudó 42,5 millones; aunque al incluir el miércoles y el jueves la venta de entradas recaudó 66 millones en total. Se ha ganado 230,7 millones dólares en sus primeros diez días, 38 millones más que el tramo anterior recaudó en su carrera teatral completa. Internacionalmente, la película recaudó cerca de 85 millones el fin de semana de Acción de Gracias, que suman un total de 473,7 millones de dólares en tan sólo diez días.

### A Better Life
En junio de 2011 Summit Entertainment lanzó A Better Life, escrita por Eric Eason y dirigida por Weitz. La película relata la historia de un inmigrante mexicano que cruzó la frontera estadounidense de forma ilegal y sobrevive en Los Ángeles como jardinero mientras trata de criar a un hijo adolescente. El elenco es casi en su totalidad hispano y está conformado principalmente por Demián Bichir, José Julián, Dolores Heredia, Joaquín Cosio y Nancy Lenehan entre otros. Esta película es inusual entre las producciones de Hollywood en el que se establece en una comunidad hispana. Por este film el actor Demián Bichir obtuvo una nominación para los Premios de la Academia como Mejor Actor en el año 2012. La película contó con un presupuesto de 10 millones de dólares, el set de grabación tuvo localización en Los Ángeles, California y su estreno en los Estados Unidos tuvo lugar el 24 de julio del año 2011.  

### Cinderella
Para el año 2015 se espera el estreno de la película "de acción real" Cinderella de Disney. La película está dirigida por Kenneth Branagh, y sus protagonistas son Lily James en el papel estelar de la heroína del cuento, Cenicienta, Richard Madden como el Príncipe, Cate Blanchett encarnando a la malvada madrastra Lady Tremaine, y Helena Bonham Carter en el papel del Hada Madrina. Cinderella está producida por Simon Kinberg, Allison Shearmur  y David Barron, con un guion de Weitz.  El rodaje de Cinderella tiene lugar en los Estudios Pinewood y en diferentes localizaciones de Inglaterra.

### Otros proyectos
Weitz ha producido una serie de películas junto a In Good Company y American Dreamz, los cuales fueron dirigidos con su hermano, Paul. Sus proyectos actuales incluyen la saga de Elric, una adaptación de Michael Moorcock. La compañía de producción en el campo va a crear las películas como una trilogía potencial para Universal Pictures. En mayo de 2007 entrevista con la revista Empire (revista) anunció que se había reunido con Moorcock, que confiaba en él con las películas, y describió su deseo de Paul para dirigir la película.
Weitz también ha trabajado ocasionalmente como actor, interpretando el papel principal en la comedia 2000 Chuck & Buck y un suave habitante de los suburbios, en Mr. & Mrs. Smith.
En 2018 dirigió Operación Final, una película histórica sobre el secuestro y juicio del criminal de guerra alemán Adolf Eichmann, ocurrido en Buenos Aires, Argentina, en 1960. Los protagonistas  son Oscar Isaac, Ben Kingsley, Lior Raz, Mélanie Laurent, Nick Kroll, y Joe Alwyn. La película, producida por la MGM fue rodada en distintos escenarios argentinos como Buenos Aires y Bariloche.

## Filmografía

### Director
| Año  | Título                      | Notas                                  |
| ---- | --------------------------- | -------------------------------------- |
| 1999 | American Pie                | Junto a Paul Weitz                     |
| 2001 | De vuelta a la tierra       | Junto a Paul Weitz                     |
| 2002 | About a Boy                 | Junto a Paul Weitz                     |
| 2004 | Cracking Up                 | Serie para televisión: episodio piloto |
| 2007 | La brújula dorada           |                                        |
| 2009 | The Twilight Saga: New Moon |                                        |
| 2011 | A Better Life               |                                        |
| 2018 | Operación Final             |                                        |

### Productor
| Año       | Título                                | Notas                                                       |
| --------- | ------------------------------------- | ----------------------------------------------------------- |
| 1998-1999 | Fantasy Island                        | Serie para televisión                                       |
| 1999      | American Pie                          |                                                             |
| 2001      | American Pie 2                        | Productor ejecutivo                                         |
| 2001-2002 | Off Centre                            | Serie para televisión- Productor ejecutivo                  |
| 2002      | Dylan's Run                           | Documental- Productor ejecutivo                             |
| 2003      | American Wedding                      | Productor ejecutivo                                         |
| 2004      | See This Movie                        | Productor ejecutivo                                         |
| 2004      | En buena compañía                     |                                                             |
| 2004      | Cracking Up                           | 9 episodios- Productor ejecutivo                            |
| 2006      | Bickford Shmeckler's Cool Ideas       |                                                             |
| 2006      | American Dreamz                       | Productor ejecutivo                                         |
| 2007      | Living with Lew                       | Documental- Productor ejecutivo                             |
| 2008      | Nick and Norah's Infinite Playlist    |                                                             |
| 2009      | A Single Man                          |                                                             |
| 2010      | Lone Star                             | Serie para televisión: 2 episodios- Consultor de producción |
| 2011      | A Better Life                         |                                                             |
| 2012      | American Pie: el reencuentro          | Productor ejecutivo                                         |
| 2013      | Spark: A Burning Man Story            | Documental- Productor ejecutivo                             |
| 2016      | Good Kids                             |                                                             |
| 2017      | A Happening of Monumental Proportions |                                                             |

### Actor
| Año  | Título                         | Personaje              |
| ---- | ------------------------------ | ---------------------- |
| 1999 | American Pie                   | Voz (desacreditado)    |
| 2000 | Chuck & Buck                   | Charlie 'Chuck' Sitter |
| 2000 | El Club de los corazones rotos | Director               |
| 2004 | See This Movie                 |                        |
| 2005 | Sr. y Sra. Smith               | Martin Coleman         |
| 2006 | Superfrikis                    | Sheldon Schmeckler     |

### Guionista-Escritor
| Año       | Título                                    | Notas                            |
| --------- | ----------------------------------------- | -------------------------------- |
| 1998      | Antz                                      | Junto a Paul Weitz & Todd Alcott |
| 1998-1999 | La isla de la fantasía                    | Serie para televisión            |
| 2000      | El profesor chiflado II: La familia Klump |                                  |
| 2002      | About a Boy                               | También director con Paul Weitz  |
| 2001-2002 | Off Centre                                | Serie para televisión            |
| 2007      | La brújula dorada                         |                                  |
| 2015      | Cinderella                                |                                  |
| 2016      | Rogue One: una historia de Star Wars      |                                  |

## Premios y nominaciones
| Año  | Premio                                      | Categoría | Título            | Resultado |
| ---- | ------------------------------------------- | --- | ----------------- | --------- |
| 1999 | Annie Awards                                | Logro Individual Destacado en un artículo publicado en una producción de animación Compartido con: Todd Alcott y Paul Weitz | Antz              | Nominado  |
| 2003 | American Screenwriters Association, EE. UU. | Discover Screenwriting Award Compartido con: Peter Hedges y Paul Weitz                                                      | About a Boy       | Nominado  |
| 2003 | Chicago Film Critics Association Awards     | Mejor Guion Compartido con: Peter Hedges y Paul Weitz                                                                       | About a Boy       | Nominado  |
| 2003 | Humanitas Prize                             | Feature Film Category Compartido con: Peter Hedges y Paul Weitz                                                             | About a Boy       | Nominado  |
| 2003 | Writers Guild of America                    | Mejor Guion Adaptado Compartido con: Peter Hedges y Paul Weitz                                                              | About a Boy       | Nominado  |
| 2009 | Premios Hugo                                | Mejor Presentación Dramática - Forma Larga Compartido con Philip Pullman                                                    | La brújula dorada | Nominado  |
| 2009 | AFI Awards                                  | AFI Película del Año Compartido con: Tom Ford, Robert Salerno y Andrew Miano                                                | A Single Man      | Ganador   |
| 2010 | Independent Spirit Awards                   | Mejor Ópera Prima Compartido con: Tom Ford, Robert Salerno y Andrew Miano                                                   | A Single Man      | Nominado  |

Premios Óscar
| Año  | Categoría            | Trabajo nominado | Resultado |
| ---- | -------------------- | ---------------- | --------- |
| 2003 | Mejor guion adaptado | About a Boy      | Candidato |

### Premios BAFTA
| Año  | Categoría                                                        | Título      | Resultado |
| ---- | ---------------------------------------------------------------- | ----------- | --------- |
| 2003 | Mejor guion - Adaptado Compartido con: Peter Hedges y Paul Weitz | About a Boy | Nominado  |